# Krysta Palmer
Krysta Palmer (13 giugno 1992) è una tuffatrice statunitense.

## Biografia
Ai campionati mondiali di nuoto di Budapest 2017, gareggiando al fianco di David Dinsmore, ha vinto la medaglia di bronzo nella gara a squadre mista con il punteggio di 395,90. Le atlete statunitensi sono state battute dal duo francese Laura Marino e Matthieu Rosset, oro con 406,40 punti, e da quello messicano Viviana del Angel e Rommel Pacheco, argento con 402,35 punti.

## Palmarès
- Giochi olimpici

Tokyo 2020: bronzo nel trampolino 3m.
- Mondiali

Budapest 2017: bronzo nella gara a squadre mista.
- Giochi panamericani

Santiago del Cile 2023: bronzo nel trampolino 3m.